# Obrona Zbaraża
Niektóre z zamieszczonych tu informacji wymagają weryfikacji.
Dokładniejsze informacje o tym, co należy poprawić, być może znajdują się w dyskusji tego artykułu.
 Po wyeliminowaniu niedoskonałości należy usunąć szablon [[Szablon:Dopracować|]] z tego artykułu.

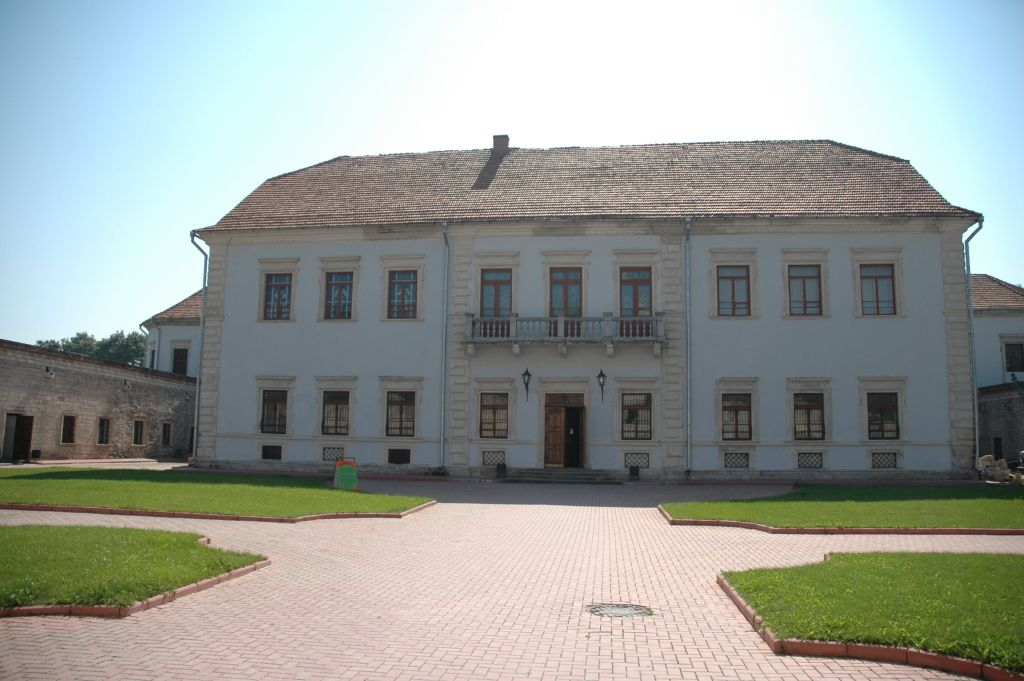
Zamek

Obrona Zbaraża – bitwa obronna przeprowadzona w dniach 10 lipca – 22 sierpnia 1649 roku.
Fortyfikacje ziemne usypane wokół zamku w Zbarażu, bronione były podczas powstania Chmielnickiego przez około 9-tysięczną załogę polską wraz z chorągwiami Wiśniowieckiego i oddziałem piechoty niemieckiej. Wojskami tymi dowodzili trzej regimentarze: Andrzej Firlej, Stanisław Lanckoroński i Mikołaj Ostroróg, lecz prawdziwym dowódcą obrony był wojewoda ruski książę Jeremi Wiśniowiecki. W obozie obecni byli także Aleksander Koniecpolski i starosta krasnostawski Marek Sobieski.

## Oblężenie
Oblegające wojska liczyły 70 tysięcy Kozaków i 40 tysięcy Tatarów. Ponadto kilkadziesiąt tysięcy ruskiej czerni. Dowódcą armii kozackiej był hetman wojsk zaporoskich Bohdan Chmielnicki, a Tatarami dowodził sam chan krymski Islam III Girej. Oblegający mieli 30 dział, obrońcy tylko połowę tego. Choć Zbaraż był nowoczesnym zamkiem bastionowym, był jednak zbyt mały, by można było przeprowadzić obronę chroniąc się za jego murami. Z tego powodu armia koronna okopała się budując wały przed murami fortecy.
Pierwszy szturm Chmielnicki przeprowadził już 11 lipca, licząc na to, że rozmiar jego armii wzbudzi w wojskach koronnych podobny popłoch, jak pod Piławcami i pozwoli z marszu zdobyć twierdzę. Twardy opór obrońców i ciężkie straty nacierających pułków kozackich zniweczyły ten plan.
Polacy sukcesywnie odpierali kolejne szturmy, a ponadto sami organizowali uciążliwe dla oblegających wycieczki. Prowadzone przez Kozaków prace ziemne zmuszały obrońców do stopniowego cofania się i zmniejszania obszaru umocnień. Po kilku tygodniach obrony zaczęło brakować żywności oraz prochu.

## Odsiecz
17 lipca na odsiecz oblężonemu Zbarażowi ruszyła z Lublina armia polska pod osobistym dowództwem króla Jana Kazimierza. Nie było przy królu pospolitego ruszenia, gdyż kanclerz wielki koronny Jerzy Ossoliński bał się nacisków szlachty na króla.
Z wieścią o rozpaczliwej sytuacji wojsk oblężonych w Zbarażu do stojącego w Toporowie króla przedarło się kilku posłańców, między innymi w chłopskim przebraniu towarzysz husarski Mikołaj Skrzetuski, który, pomimo ogromnego zmęczenia, ofiarował się do odbycia drogi powrotnej i zaniesienia posłania królewskiego do Zbaraża.
Król natychmiast ruszył z odsieczą, ale miał ze sobą tylko 15 tys. wojska. Nie dotarło pospolite ruszenie, gdyż za sprawą Ossolińskiego wici rozesłano zbyt późno. Kilka dni później podjazd królewski schwytał znacznego rangą Tatara z ordy nohajskiej, który potwierdził informacje Skrzetuskiego o obecności chana Islam Gireja III. Informację tę zatajono przed resztą armii.
Na wieść o zbliżającym się królu Chmielnicki z chanem Islam Girejem zostawili część sił dla blokowania Zbaraża i zabrawszy ze sobą większość wojsk zaatakowali i osaczyli armię królewską podczas przeprawy przez rzekę pod Zborowem.

## Ugoda zborowska
Rokowania z Chmielnickim były niemożliwe, ponieważ jeszcze przed atakiem na Zbaraż król ogłosił Chmielnickiego zdrajcą i wyznaczył za jego głowę nagrodę. Dlatego prowadzono rokowania z chanem, który za ogromny haracz i jasyr zgodził się na podpisanie rozejmu, a Chmielnickiemu zagroził wojną, jeśli ten nie pogodzi się z królem. Wreszcie 17 sierpnia podpisano ugodę zborowską, której postanowienia były niekorzystne dla Rzeczypospolitej, nie zadowoliły także Kozaków.
Warunki ugody zborowskiej:
- Bohdan Chmielnicki pozostał hetmanem wojsk zaporoskich i otrzymał Czehryń.
- Zwiększono rejestr Kozaków z 6 do 40 tys.
- Na Ukrainie pozostały pod kontrolą Kozaków 3 województwa: kijowskie, bracławskie, czernihowskie. Wszelkie urzędy na tych terenach otrzymywać miała szlachta prawosławna. Wojskom koronnym, Żydom i jezuitom wstęp na ten obszar był zabroniony.
- Członkiem senatu Rzeczypospolitej miał zostać metropolita kijowski (podczas sejmu jesiennego biskupi katoliccy nie wpuścili do senatu metropolity kijowskiego Sylwestra Kossowa).
- Z chanem zawarto przymierze zaczepno-odporne, obiecano spłacić zaległe upominki i co roku nie zwlekać z ich płaceniem.
- Rzeczpospolita odstąpiła chanowi prawo do wypasu trzód na Dzikich Polach nad Dnieprem, Dniestrem i Bohem.
- Powracający na Krym Tatarzy otrzymali prawo do brania napotkanej ludności w jasyr.

## Po bitwie
Wojska koronne opuściły Zbaraż, a na wypadek niedotrzymania przez drugą stronę warunków podpisanej umowy tyły wycofujących się oddziałów ochraniała jazda pod osobistym dowództwem Jeremiego Wiśniowieckiego. Przed opuszczeniem obozu Polacy zniszczyli utworzone wcześniej umocnienia ziemne, by w przyszłości nie mogły być wykorzystane przez Zaporożców.

## Inspiracje w literaturze
- Henryk Sienkiewicz, Ogniem i mieczem